# Teresa Carreño

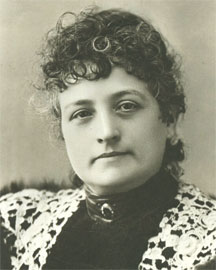
Teresa Carreño (vor 1900)

María Teresa Carreño García de Sena (* 22. Dezember 1853 in Caracas; † 12. Juni 1917 in New York) war eine venezolanische Pianistin und Komponistin.

## Leben und Werk
Teresa Carreño war zu ihrer Zeit weltberühmt und galt als die bedeutendste Pianistin der Gegenwart. Häufig wurde sie als „Kaiserin des Pianos“ und „Walküre des Pianos“ bezeichnet.

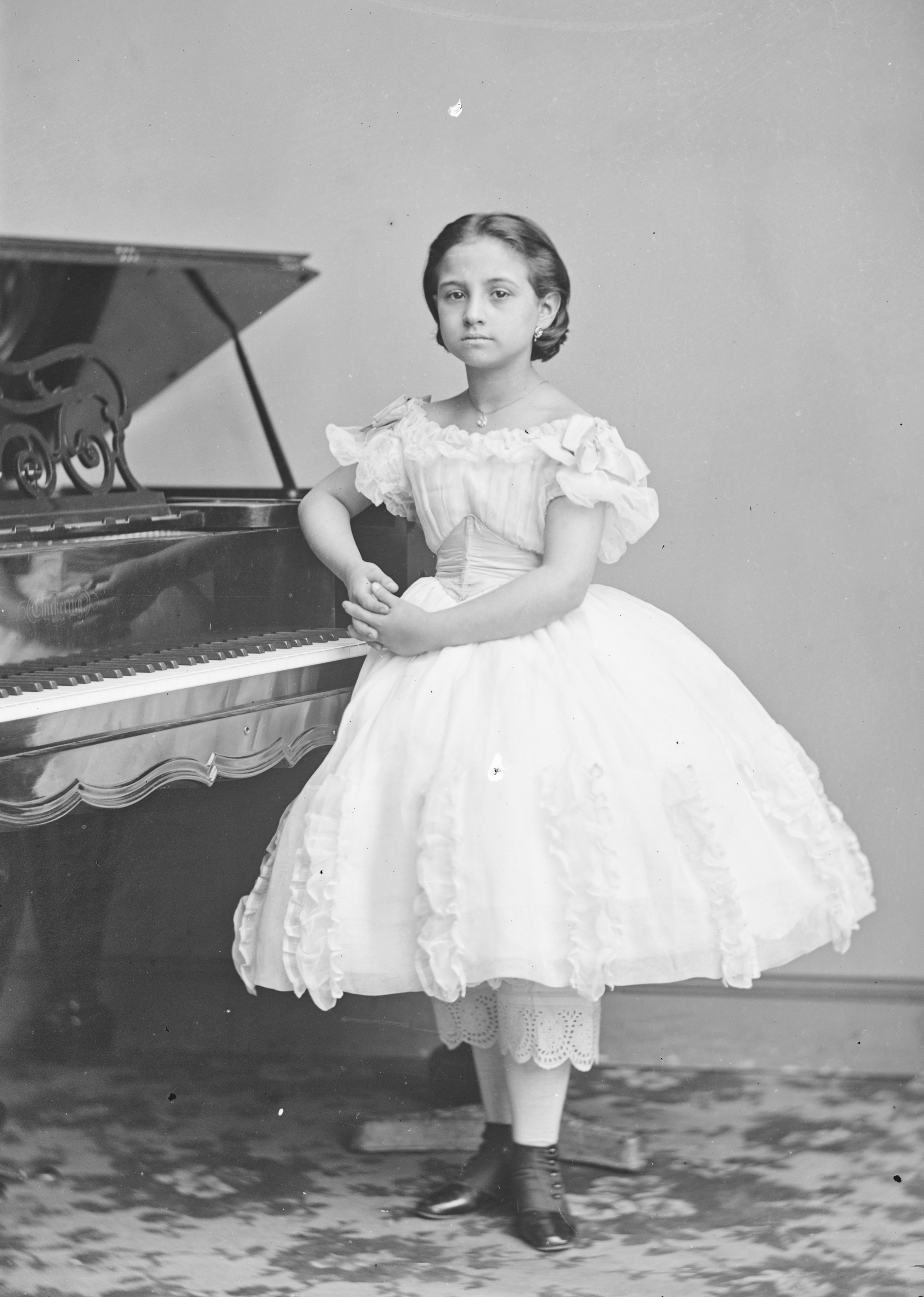
Teresa Carreño im Alter von acht Jahren an einem Tafelklavier

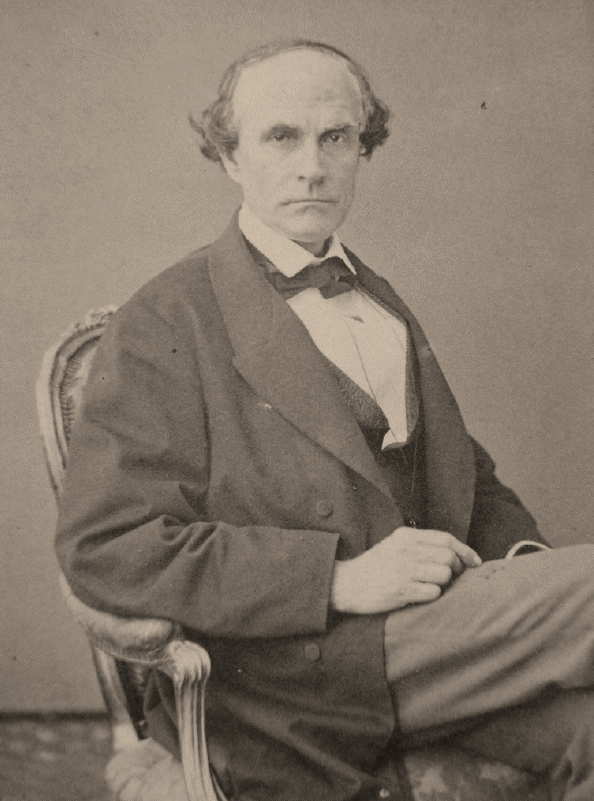
Manuel Carreño (um 1863)

Ihr Vater Manuel Antonio Carreño Muñoz war ein venezolanischer Diplomat, Pädagoge, Verleger und Kulturintellektueller. Als Sohn des bedeutenden venezolanischen Komponisten José Cayetano Carreño in einem sehr musikalischen Umfeld aufgewachsen, war er ein begabter Amateurpianist; außerdem der Verfasser des im spanischen Sprachraum weitbekannten und vielfach aufgelegten Benimmbuches Manual de urbanidad y buenas maneras (1852), einer Art spanischer Knigge. Mit seinen politisch aktiveren Brüdern José Bautista Carreño und José de la Cruz Carreño, die ebenfalls Musiker waren und politisch José Antonio Páez nahestanden, beteiligte sich Manuel Carreño in den 1850er Jahren an der Opposition gegen das autoritärliberale Regime der Monagas-Brüder. Teresas Mutter Clorinda García de Sena y Rodríguez del Toro (1816–1866), deren Vater ebenfalls Musiker war, war mit María Teresa del Toro (1781–1803), der legendenverklärten Ehefrau Simón Bolívars und Teresa Carreños Namenspatin, und mit dem venezolanischen Revolutionsgeneral Francisco Rodríguez del Toro (1761–1851) verwandt.
Teresa erhielt Klavierunterricht von ihrem Vater, der mehr als 500 Lehrstücke für sie schrieb und sie 1862 in Kammermusikzirkeln und bei Hauskonzerten der Hauptstadtelite von Caracas präsentierte, wo ihre Auftritte vor allem wegen der für ihr Alter ungewöhnlichen Virtuosität und ihren erstaunlich kreativen Improvisationen stark beachtet wurden. Beobachter bezeichneten das „Wunderkind“ als „Nachfolger und würdiges Abbild Mozarts“ und feierten sie als Ikone des künftigen Fortschritts in Venezuela. Unmittelbar vor ihrer Auswanderung war der seit 1842 in Caracas tätige deutsch-venezolanische Pianist Julio Hohené für einige Monate ihr Lehrer.
Wegen der in Venezuela seit 1858 anhaltenden politischen Unruhen, die mit einem Niedergang des kulturellen Lebens in der Hauptstadt einhergingen, entschloss sich die Familie 1862 nach politischen Schwierigkeiten des Vaters zu emigrieren. Manuel Carreño hatte 1861 und 1862 als Leiter der Nationalbank sowie kurzzeitig als Außen- und Finanzminister seines Landes amtiert und sich danach von der Politik abgewandt. Finanziell durch den Verkauf der Güter ihrer Großmutter mütterlicherseits abgesichert, reiste Teresas Familie mit insgesamt dreizehn Personen und begleitendem Dienstpersonal am 23. Juli 1862 über Kuba in die Vereinigten Staaten aus. Nur ihre 15-jährige Schwester Emilia weigerte sich mitzukommen, weil sie in Venezuela bleiben und einen Cousin heiraten wollte.
Teresa erhielt in New York bis 1865 Unterricht bei Louis Moreau Gottschalk. Am 28. November 1862 gab sie ihr erstes Konzert in der New Yorker Irving Hall; als Neunjährige spielte sie 1863 im Weißen Haus vor Abraham Lincoln. Im Herbst 1866 starb ihre Mutter an der Cholera, was für das Kind einen schweren Schlag bedeutete. Noch im selben Jahr zog sie mit ihrem Vater nach Spanien, wo sie Konzerte in Madrid und Zaragoza gab. In Paris erhielt sie um 1868/69 Klavierunterricht von dem Chopin-Schüler Georges Mathias und lernte 1868 Anton Rubinstein kennen, der darauf bestand, sie ebenfalls zu unterrichten. Sie folgte ihm nach Wien und blieb wohl bis spätestens zu seiner Abreise in die Vereinigten Staaten im Jahr 1872 seine Schülerin. Es folgten Konzertreisen durch ganz Europa. Außerdem veröffentlichte sie bereits vor ihrem 20. Geburtstag eine Vielzahl eigener Kompositionen.
Von 1873 bis 1875 war sie mit dem Komponisten Émile Sauret verheiratet, von 1876 bis 1885 mit dem italienischen Bariton Giovanni Tagliapietra. Aus dieser Ehe ging am 24. Dezember 1882 die Tochter Teresita Tagliapietra-Carreño hervor, die ebenfalls eine bedeutende Pianistin wurde. Am 7. Januar 1885 wurde der Sohn Giovanni geboren.
1885 kehrte Teresa Carreño erstmals seit ihrer Emigration in der Kindheit nach Venezuela zurück, wo sie mit Tagliapietra eine italienische Oper in Caracas eröffnete, in der sie auch als Sängerin auftrat. Ihre Auftritte als Pianistin wurden eine Zeitlang seltener, sie komponierte viel und verfolgte weitere Projekte, so die Eröffnung eines Konservatoriums in ihrem Heimatland.
Wenige Jahre darauf ging sie wieder nach Europa. Große Beachtung fand ihre Europatournee 1889 bis 1890, durch die sie endgültig zur höchsten Berühmtheit aufstieg. Im Rahmen dieser Konzertreise gab sie am 18. November 1889 ihr Debüt in Berlin. In Deutschland genoss Carreño zeit ihres Lebens besondere Verehrung.

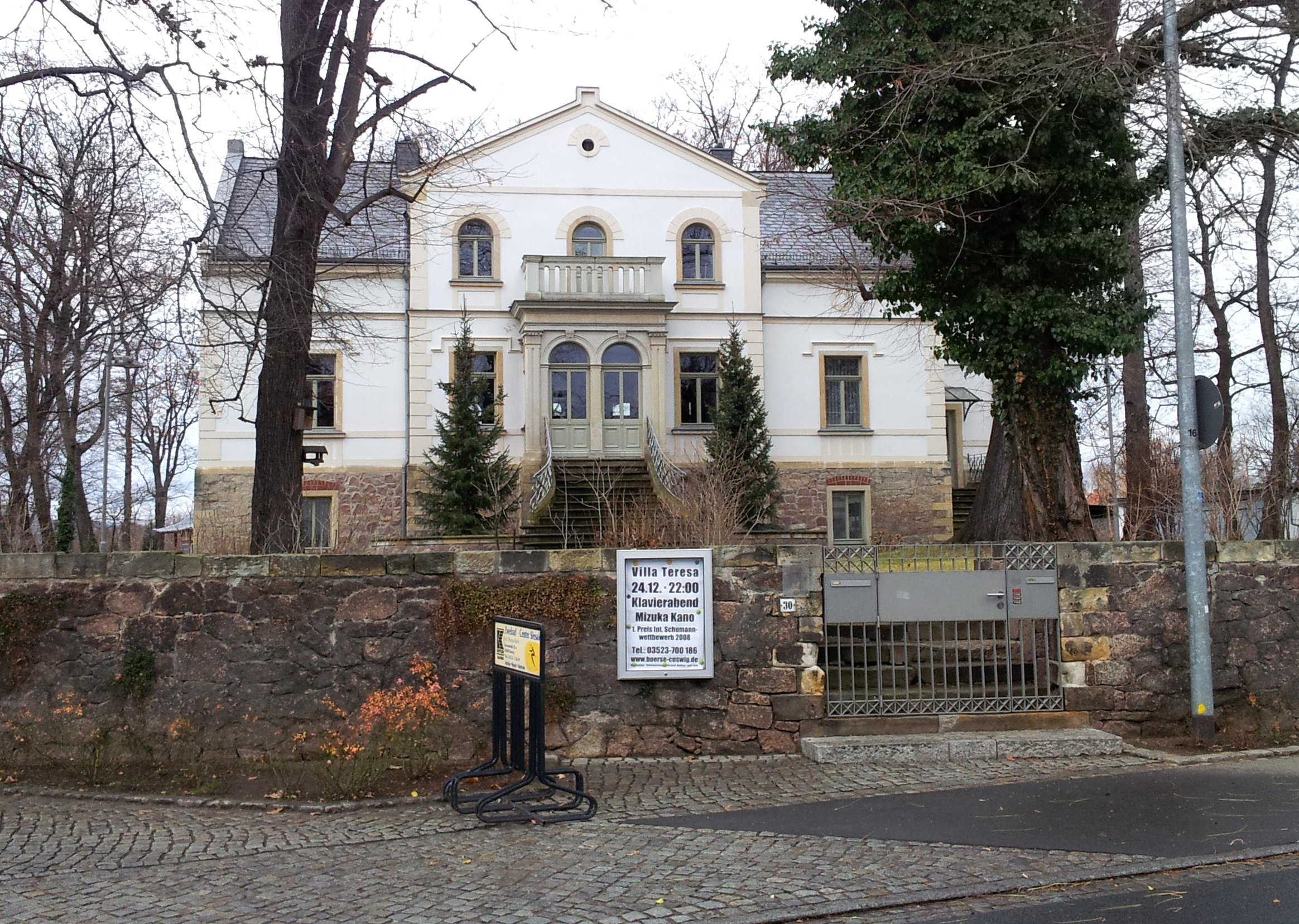
Villa Teresa in Coswig

In dritter Ehe war sie von September 1892 bis Oktober 1895 mit Eugen d’Albert verheiratet, mit dem sie in der nach ihr benannten Villa Teresa im sächsischen Kötitz, heute Coswig, lebte. Mit D’Albert hatte sie zwei weitere Töchter, Eugenia (* 27. Sept. 1892) und Hertha (* 26. Sept. 1894). Ab 1902 war sie mit Arturo Tagliapietra, dem Bruder ihres zweiten Ehemannes, verheiratet und lebte, wenn sie nicht auf Reisen war, in Berlin am Kurfürstendamm. Neben ihren Konzertreisen durch Europa, Amerika und Australien trat sie als Komponistin von brillanten Klavierstücken hervor und komponierte auch ein Streichquartett.
Aus ihrer Schule gingen bedeutende Pianisten – wie Edward MacDowell und Télémaque Lambrino – hervor. Rudolf Maria Breithaupt widmete ihr sein modernes methodisches Klavierwerk „Die natürliche Klaviertechnik der Meisterin Teresa Carreño“. Auch Gioachino Rossini und Edvard Grieg zollten ihr Hochachtung.
Teresa Carreño hat am 2. April 1905 insgesamt 18 Werke für das Reproduktionsklavier Welte-Mignon aufgenommen, darunter eine damals und heute als phantastisch gespielt empfundene Aufnahme der Waldstein-Sonate von Beethoven. Mehrere der 1905 von ihr eingespielten Notenrollen für Reproduktionsklaviere mit Werken von Schumann, Liszt, Chopin und Beethoven sowie eigenen Kompositionen sind im Besitz der Universitätsbibliothek Freiburg und des Augustinermuseums in Freiburg. Ihre Tochter Teresita spielte 1906 ebenfalls Welte-Mignon-Aufnahmen ein.
Im April 1983 wurde in Caracas das nach der Künstlerin benannte Musiktheater Complejo Cultural Teresa Carreño (Teresa Carreño Cultural Complex) eröffnet, eines der größten Konzert- und Schauspielhäuser Lateinamerikas.

## Trivia
Häufig wird ihr die Komposition der venezolanischen Nationalhymne Gloria al bravo pueblo zugeschrieben, dies ist allerdings nicht richtig. Sie komponierte jedoch tatsächlich zwei Chorwerke mit patriotisch-nationalem Charakter: den Himno a Bolívar (1883/1885) und den Himno a El Ilustre Americano (1886).
Der Venuskrater Carreno mit 57 Kilometern Durchmesser ist nach Teresa Carreño benannt.

## Werke (Auswahl)

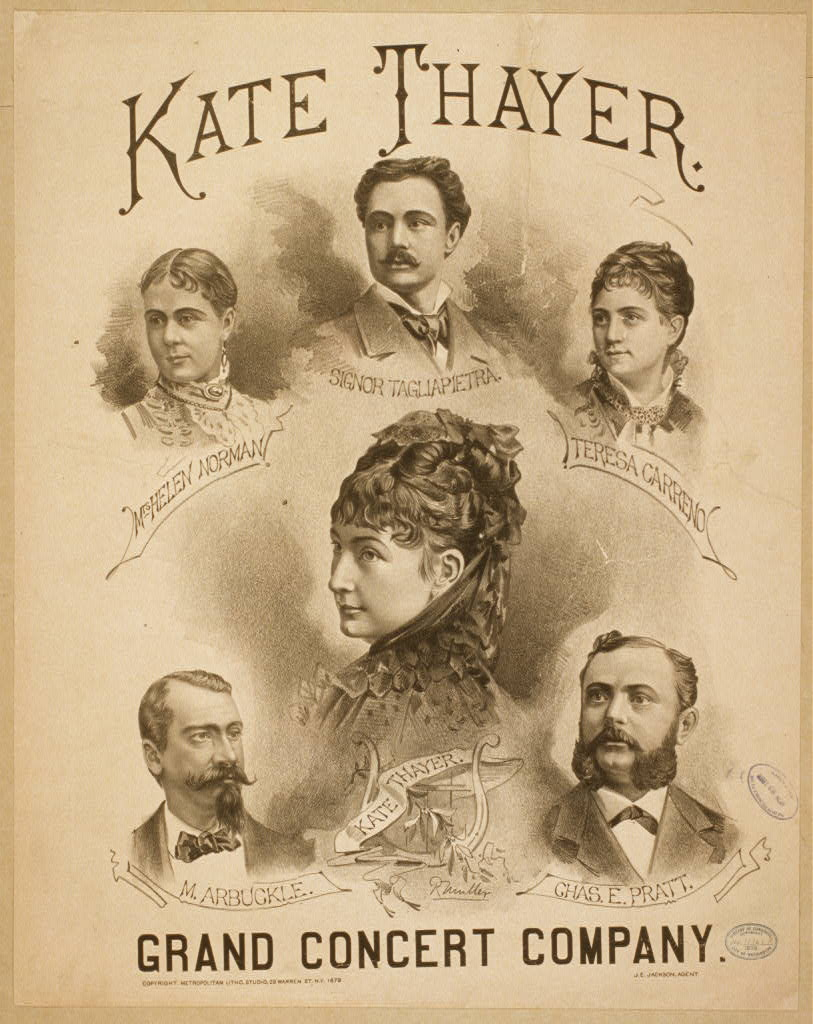
Teresa Carreño (oben rechts) zusammen mit ihrem zweiten Ehemann Giovanni Tagliapietra (Mitte oben) auf einem Plakat.

### Klavierwerke
- Valse Gottschalk op. 1 (Digitalisat beim IMSLP)
- Caprice-Polka op. 2
- Caprice Etude op. 7
- La Corbeille des fleurs. Valse op. 9 OCLC 804959257(Digitalisat beim IMSLP)
- Polka de Concert op. 13 OCLC 68582133
- Reminiscences de Norma. Fantaisie op. 14 (Digitalisat beim IMSLP)
- Ballade op. 15 (Digitalisat beim IMSLP)
- Plainte. Première élégie op. 17 OCLC 435868879 (Digitalisat beim IMSLP)
- Partie. Deuxième élégie op. 18 OCLC 435868882  (Digitalisat beim IMSLP)
- Elegien op. 20. Plaintes au bord d’une tombe (4. Elegie)
- Elegien op. 21. Plaintes au bord d’une tombe (4. Elegie)
- Fantaisie sur „L’Africaine“ de Meyerbeer op. 24 OCLC 844169378
- Le Printemps. 3e valse de salon op. 25 OCLC 844169384  (Digitalisat beim IMSLP)
- Un Bal en Rêve. Fantaisie-Caprice op. 26 OCLC 844169393  (Digitalisat der Spanischen Nationalbibliothek)
- Une Revue à Prague. Caprice militaire de concert op. 27 OCLC 844169395(Digitalisat beim IMSLP)
- Un rêve en mer. Étude-Méditation op. 28 OCLC 844169393  (Digitalisat beim IMSLP)
- Six Etudes de salon op. 29
  - Nr. 1: Le ruisseau OCLC 435871332 (Digitalisat bei Gallica)
- Mazurka de salon op. 30 OCLC 844169383
- Scherzo-Caprice op. 31
- Deux Esquisses Italiennes [Zwei italienische Skizzen] op. 33 (Digitalisat beim IMSLP)
  - Nr. 1: Venise [Venedig], Réverie-barcarolle
  - Nr. 2: Florence [Florenz] OCLC 435868903 (Digitalisat der Spanischen Nationalbibliothek)
- Intermezzo scherzoso op. 34 OCLC 1057692450 (Digitalisat der University of Michigan bei Hathi Trust Digital)
- Le Sommeil de l’enfant. Berceuse op. 35, ihrem Vater gewidmet  (Digitalisat beim IMSLP)[7]
- Scherzino op. 36
- Highland (Souvenir de l’Escosse) op. 38  OCLC 435841252 (Digitalisat der Spanischen Nationalbibliothek)
- La fausse note. Fantasie-Valse op. 39 OCLC 435841255(Digitalisat der Spanischen Nationalbibliothek)
- Staccato-Capriccietto op. 40
- Marche funèbre (1866)
- Mi Teresita. Petite Valse [Kleiner Walzer] (1898)  (Digitalisat beim IMSLP)
- Saludo a Caracas (1885)
- Vals Gayo

### Werke für Chor und Orchester
- Himno a Bolívar (1883 oder 1885)
- Himno a El Ilustre Americano (1886)

### Sonstige Werke
- Streichquartett für 2 Violinen, Viola, Violoncello, h-Moll (1895) (Digitalisat beim IMSLP):
 I. Allegro – II. Andante – III. Allegro ma non troppo – IV. Allegro risoluto
- Serenade für Streichorchester (1895)

## Einspielungen

Teresa Carreño spielt Stücke am Steinway-Duo-Art-Reproduktionsflügel ein (New York, 1914)

### Als Komponistin
- Klavierwerke, Alexandra Oehler, Klavier, CD erschienen beim Freiburger Musikforum, 1999: I. Corbeille de fleurs – II. Ballade op. 15 – III. Plainte, Elégie op. 17 – IV. Partie. Elégie op. 18 – V. Un rêve en mer op. 28 – VI. Mazurka de salon op. 30 – VI. Deux esquisses italiennes op. 33 – VII. Intermezzo scherzoso op. 34 – VII. Highland (Souvenir de l’Escosse) op. 38 – VIII. La fausse note, Fantasie-Valse op. 39 – XI. Petite valse Teresita.
- The music of Teresa Carreño, 2002 eingespielt von der Pianistin Clara Rodríguez im Complejo Teresa Carreño, Sala José Félix Ribas in Caracas. Naxos, Hongkong, 2009 OCLC 704980156
- Rêverie: selected music for piano / Carreño, Alexandra Oehler, Klavier, eingespielt zwischen dem 13. und 15. April 2013 im Mendelssohn-Saal im Gewandhaus in Leipzig, Naxos, 2013

### Als Interpretin
- Teresa Carreño, pianist, am 10. April 1905 auf Welte-Mignon-Rollen eingespielt, 2004 digital aufbereitet und von der Pierian Recording Society in Austin, 2004 OCLC 56495470
- Teresa Carreño performs in 1906, LP, Recorded Tresures, Hollywood, 1963 OCLC 254363918